# 科拉蒂納
19°32′20″S 40°37′51″W / 19.53889°S 40.63083°W

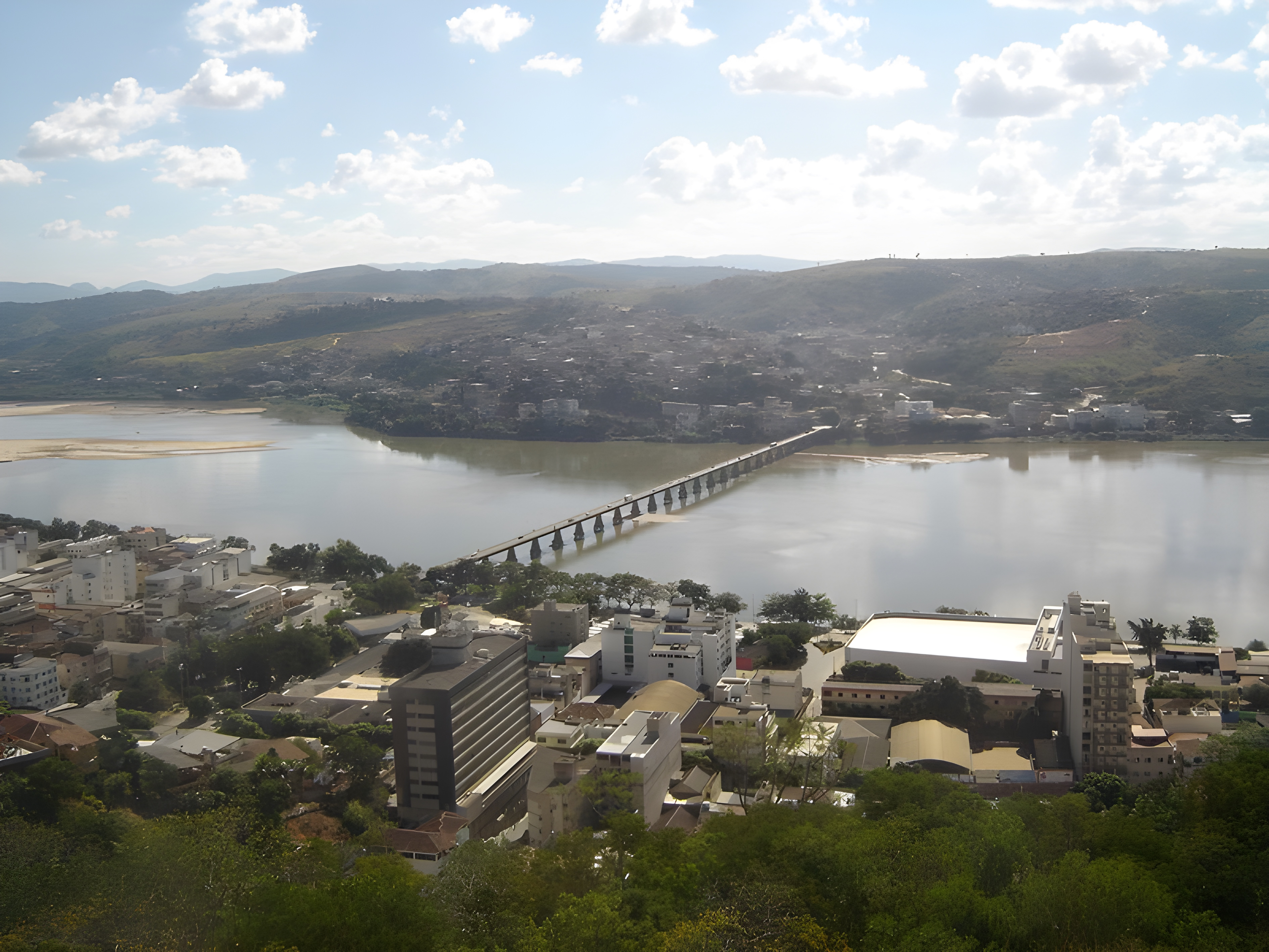
科拉蒂納

科拉蒂納（葡萄牙語：Colatina），是巴西的城鎮，位於該國東南部，由聖埃斯皮里圖州負責管轄，始建於1921年12月30日，面積1,416平方公里，海拔高度71米，2010年人口111,788，人口密度每平方公里78.9人。